# Jams
Denna artikel behandlar jams som föda. För arten jams, se jams (växt).
| Största producenter - 2005 (miljoner ton)               |      |
| Nigeria                                                 | 26.6 |
| Ghana                                                   | 3.9  |
| Elfenbenskusten                                         | 3.0  |
| Benin                                                   | 2.3  |
| Togo                                                    | 0.6  |
| Colombia                                                | 0.3  |
| Totalt i världen                                        | 39.9 |
| Källa: FN:s livsmedels- och jordbruksorganisation (FAO) |      |

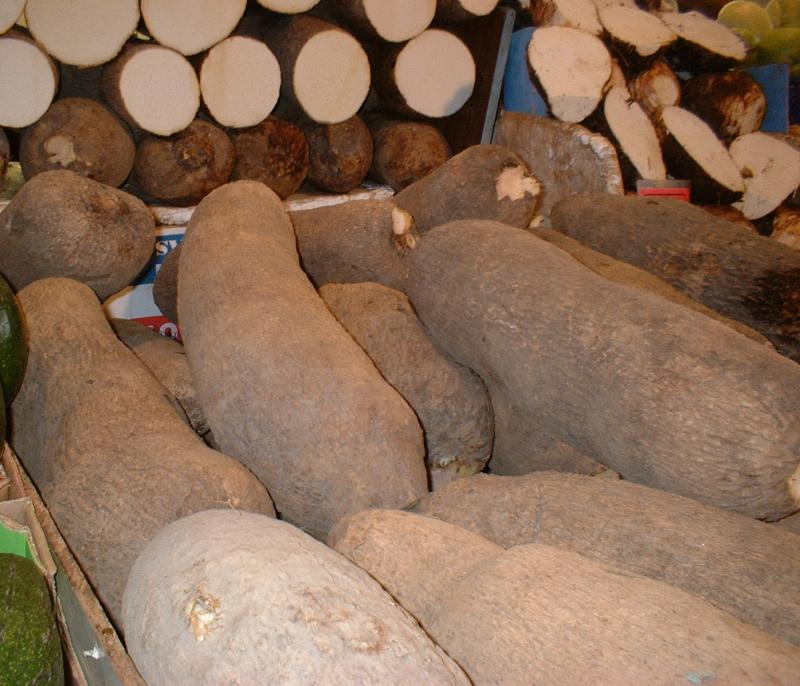
Jams på en marknad i Brixton

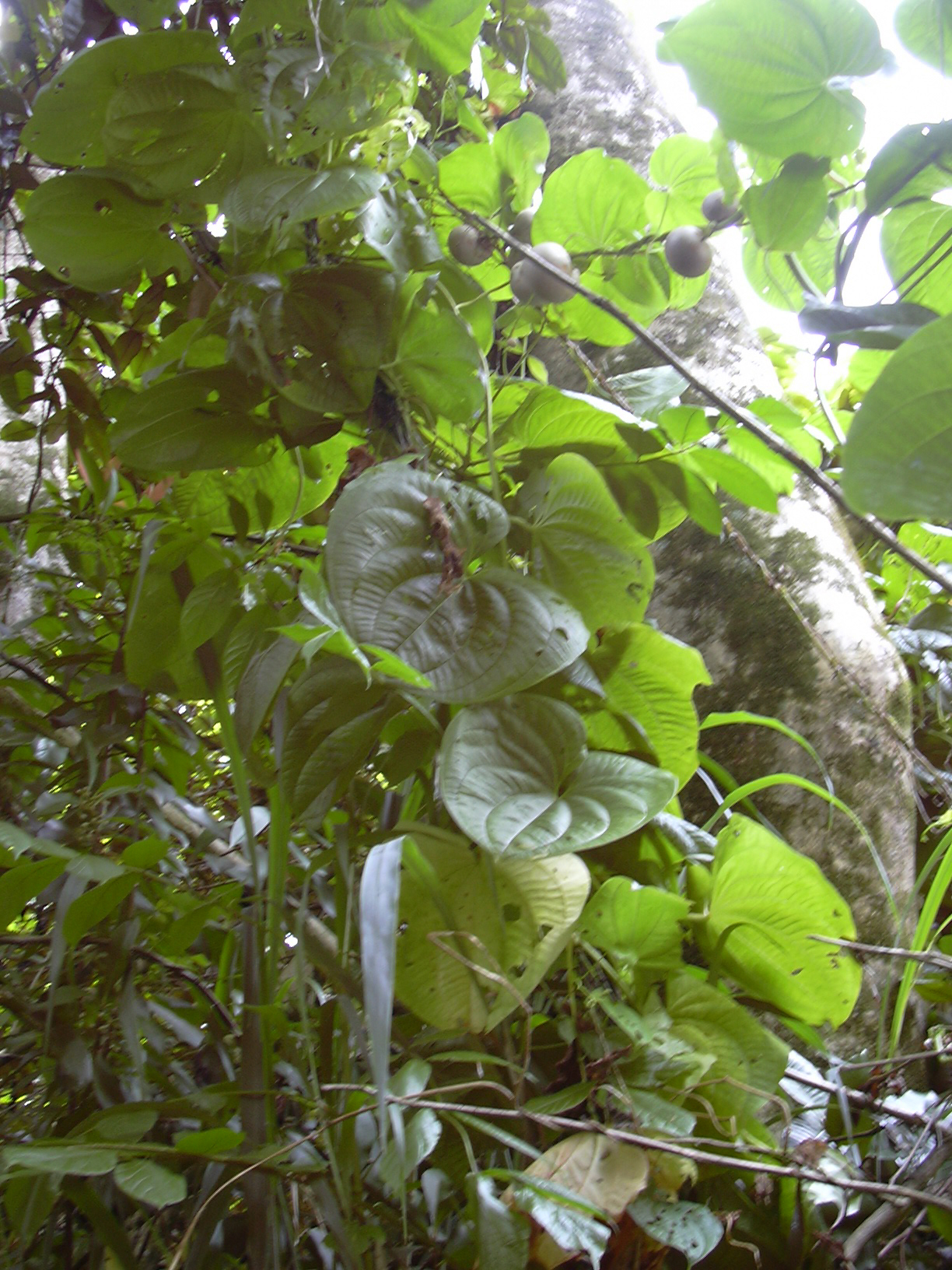

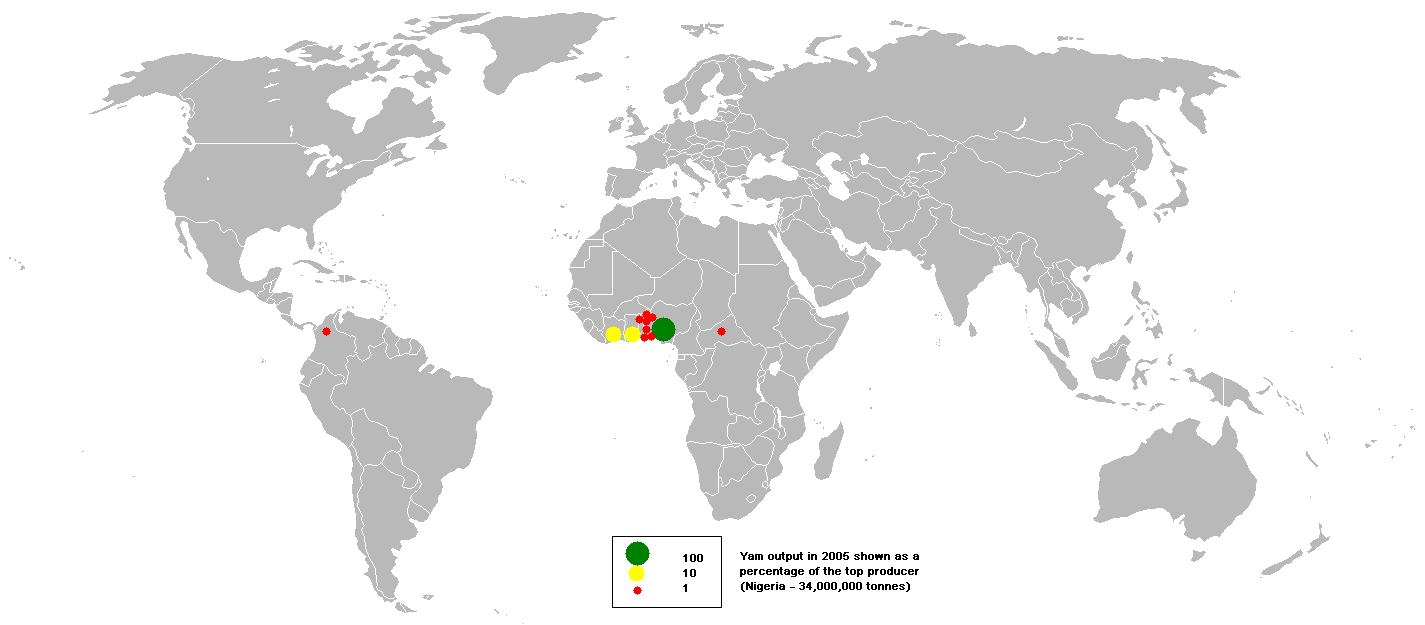
Jamsförsäljning 2005

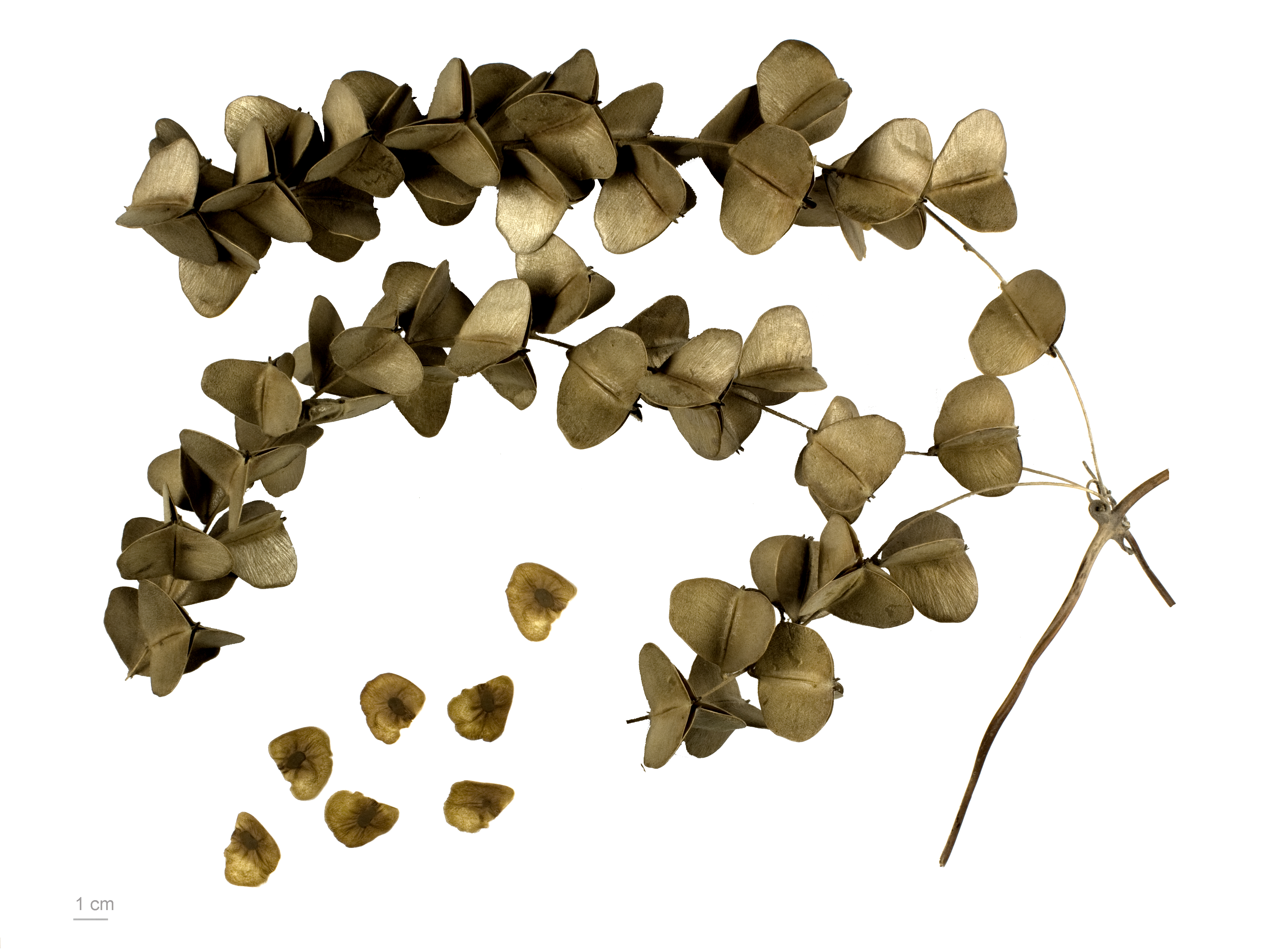
Dioscorea sp.

Jams, yams eller brödrot är ett antal arter i släktet Dioscorea (familjen Dioscoreaceae) som är örtliknande perennklängväxter som odlas för sina stärkelserika rötter i Afrika, Asien, Latinamerika och Oceanien. 
Sötpotatisen har länge kallats yams i delar av södra USA och Kanada, men den är inte en del av Dioscoreaceae-familjen. Även om det är oklart varifrån ordet kom först är jams relaterat till portugisiskans inhame eller spanskans ñame som båda kommer från wolofs nyam som betyder att prova eller smaka. I vissa afrikanska språk kan det också betyda att äta, till exempel yamyam och nyama i hausaspråket. Ett nigerianskt ord för jams är adamwanga som betyder Adamos mat. Adamo var en anmärkningsvärd hövding på grund av sin förmåga att äta stora mängder mat, och blev till och med bannlyst från en grannby för sin vägran att sluta äta.
Rötterna kan bli upp till 2,5 meter långa och väga upp till 70 kg. Skalet är ojämnt och svårt att skala, men mjukas upp efter uppvärmning. Färgen varierar från mörkbrun till ljust rosa. Den större delen av grönsaken är mjukare och kallas köttet. Köttet varierar i färg från vit eller gul till lila eller rosa hos mogna jamsfrukter.
Jamsfrukten är populär i Västafrika och Nya Guinea och odlades i Afrika och Asien runt år 8000 f.Kr. Rötterna kan förvaras i upp till sex månader utan att frysas in, varför de är mycket värda under regnperioden.